# J.K. Scott
John Kimball Scott III (Denver, 30 ottobre 1995) è un giocatore di football americano statunitense che milita nel ruolo di punter per i Los Angeles Chargers della National Football League (NFL).

## Carriera

### Green Bay Packers
Scott fu scelto dai Green Bay Packers nel corso del quinto giro (172º assoluto) del Draft NFL 2018. Fu uno dei quattro punter selezionati quell'anno. Debuttò nella gara del primo turno contro i Chicago Bears calciando 4 punt per 192 yard nella vittoria per 24–23. Nella sua stagione da rookie calciò 71 punt per 3.176 yard a una media di 44,73 yard l'uno. Nel 2019 calciò 77 punt per 3.386 net yard a una media di 43,97.
Il 31 agosto 2021 i Packers svincolarono Scott.

### Jacksonville Jaguars
Il 31 dicembre 2021 Scott firmò con il roster attivo dei Jacksonville Jaguars.

### Los Angeles Chargers
Il 21 marzo 2022 Scott firmò con i Los Angeles Chargers. Nel dodicesimo turno calciò 6 punt, di cui 4 dentro le venti yard avversarie, nella vittoria sugli Arizona Cardinals, venendo premiato come miglior giocatore degli special team della AFC della settimana.
Nel tredicesimo turno della stagione 2023, Scott calciò otto punt, di cui 7 nelle venti yard avversarie, nella vittoria per 6-0 sui New England Patriots, venendo premiato per la seconda volta come giocatore degli special team della AFC della settimana.

## Palmarès
- Giocatore degli special team della AFC della settimana: 2

12ª del 2022, 13ª del 2023